# (9291) Alanburdick
(9291) Alanburdick est un astéroïde de la ceinture principale.

## Description
(9291) Alanburdick est un astéroïde de la ceinture principale. Il fut découvert le 17 août 1982 à Harvard par l'observatoire Oak Ridge. Il présente une orbite caractérisée par un demi-grand axe de 3,06 UA, une excentricité de 0,10 et une inclinaison de 10,1° par rapport à l'écliptique.

## Compléments